# Norman Marshall (general)
Norman Marshall MC, avstralski general škotskega rodu, * 10. februar 1886, † 12. september 1942.